# Enoil-(acil-nosilac-protein) reduktaza (NADPH, B-specifična)
Enoil-(acil-nosilac-protein) reduktaza (B-specifična) (EC 1.3.1.10, acil-ACP dehidrogenaza, reduktaza, enoil-(acil nosilac protein) (redukovani nikotinamid adenin dinukleotid fosfat), NADPH 2-enoil Co A reduktaza, enoil acil-nosilac-protein reduktaza, enoil-ACP reduktaza, acil-(acil-nosilac-protein):+ oksidoreduktaza (B-specifična)) je enzim sa sistematskim imenom acil-(acil-nosilac protein):NADP+ oksidoreduktaza (B-specifična). Ovaj enzim katalizuje sledeću hemijsku reakciju
acil-[acil-nosilac protein] + + {\displaystyle \rightleftharpoons } trans-2,3-dehidroacil-[acil-nosilac protein] + +
Ovaj enzim katalizuje redukciju enoil-acil-[acil-nosilac protein] derivata sa ugljeničnim lancom dužine 4 do 16 atoma. Enzim kvasca i Escherichia coli su B-specifični u pogledu NADP+ (cf. EC 1.3.1.39 enoil-[acil-nosilac-protein] reduktaza (NADPH specifična)).

## Literatura
- Nicholas C. Price; Lewis Stevens (1999). Fundamentals of Enzymology: The Cell and Molecular Biology of Catalytic Proteins (Third изд.). USA: Oxford University Press. ISBN 019850229X.
- Eric J. Toone (2006). Advances in Enzymology and Related Areas of Molecular Biology, Protein Evolution (Volume 75 изд.). Wiley-Interscience. ISBN 0471205036.
- Branden C; Tooze J. Introduction to Protein Structure. New York, NY: Garland Publishing. ISBN 0-8153-2305-0.
- Irwin H. Segel. Enzyme Kinetics: Behavior and Analysis of Rapid Equilibrium and Steady-State Enzyme Systems (Book 44 изд.). Wiley Classics Library. ISBN 0471303097.
- William P. Jencks (1987). Catalysis in Chemistry and Enzymology. Dover Publications. ISBN 0486654605.

## Spoljašnje veze
- Enoyl-(acyl-carrier-protein)+reductase+(NADPH,+B-specific) на 